# Primer ministro de la República Autónoma de Crimea
El primer ministro de la República Autónoma de Crimea, oficialmente denominado presidente del Consejo de ministros de la República Autónoma de Crimea (en ucraniano: Прем'єр-міністр Автономної республіки Крим; en ruso: Председатель Совета министров Автономной Республики Крым; en tártaro crimeo: Qırım Muhtar Cumhuriyetiniñ Baş Naziri) era el cargo de jefe de gobierno de la República Autónoma de Crimea, Ucrania, que en marzo de 2014 se proclamó independiente como República de Crimea —posteriormente adherida a la Federación Rusa— si bien este hecho no es reconocido por Ucrania debido a su ilegalidad.
El primer ministro debe ser nombrado por el Parlamento o Rada Suprema de Ucrania, posteriormente aprobado por el Presidente de Ucrania y, en última instancia, ratificado por el Parlamento o Consejo Supremo de Crimea. Sin embargo, el 27 de febrero de 2014 el parlamento crimeo, ocupado por fuerzas armadas prorrusas, votó a Serguéi Aksiónov, diputado de Unidad Rusa, como nuevo jefe de gobierno. El nombramiento fue declarado inconstitucional por las autoridades de Kiev.

## Jefes de gobierno de Crimea
Primer ministro de la República Autómoma de Crimea desde el 22 de marzo de 1991:
| Primer ministro                    | Inicio del mandato       | Fin del mandato          | Partido       |
| ---------------------------------- | ------------------------ | ------------------------ | ------------- |
| Vitaliy Kurashyk                   | 22 de marzo de 1991      | 20 de mayo de 1993       | Independiente |
| Boris Samsonov                     | 20 de mayo de 1993       | 4 de febrero de 1994     | Independiente |
| Anatoliy Franchuk (I) En funciones | 4 de febrero de 1994     | 15 de febrero de 1994    | APU           |
| Yevgueni Saburov                   | 15 de febrero de 1994    | 6 de octubre de 1994     | Independiente |
| Anatoliy Franchuk (II)             | 6 de octubre de 1994     | 22 de marzo de 1995      | APU           |
| Anatoliy Drobotov                  | 22 de marzo de 1995      | 31 de marzo de 1995      | KPK / BR      |
| Anatoliy Franchuk (III)            | 31 de marzo de 1995      | 26 de enero de 1996      | APU           |
| Arkadiy Demydenko                  | 26 de enero de 1996      | 4 de junio de 1997       | Independiente |
| Anatoliy Franchuk (IV)             | 4 de junio de 1997       | 27 de mayo de 1998       | APU           |
| Serguéi Kunitsyn (I)               | 27 de mayo de 1998       | 18 de julio de 2001      | BK            |
| Lentun Bezaziyev En funciones      | 18 de julio de 2001      | 25 de julio de 2001      | KPK           |
| Valeriy Horbatov                   | 25 de julio de 2001      | 29 de abril de 2002      | PTU           |
| Serguéi Kunitsyn (II)              | 29 de abril de 2002      | 20 de abril de 2005      | NDP           |
| Anatoliy Matvienko                 | 20 de abril de 2005      | 21 de septiembre de 2005 | URP           |
| Anatoliy Burdiuhov                 | 21 de septiembre de 2005 | 2 de junio de 2006       | NSNU          |
| Viktor Plakida                     | 2 de junio de 2006       | 17 de marzo de 2010      | NDP           |
| Vasyl Dzharty                      | 17 de marzo de 2010      | 17 de agosto de 2011     | PR            |
| Pavlo Burlakov En funciones        | 17 de agosto de 2011     | 8 de noviembre de 2011   | PR            |
| Anatoli Maguilov                   | 8 de noviembre de 2011   | 27 de febrero de 2014    | PR            |